# Antike Hauptstädte des Königreichs Tonga
Die Antiken Hauptstädte des Königreichs Tonga (englisch The Ancient Capitals of the Kingdom of Tonga) bezeichnet zwei archäologische Stätten in Tonga. Diese stehen seit 9. August 2007 auf der tongaischen Tentativliste als UNESCO-Welterbe.

## Historisches Gelände Ha'amonga ‘a Mau'i

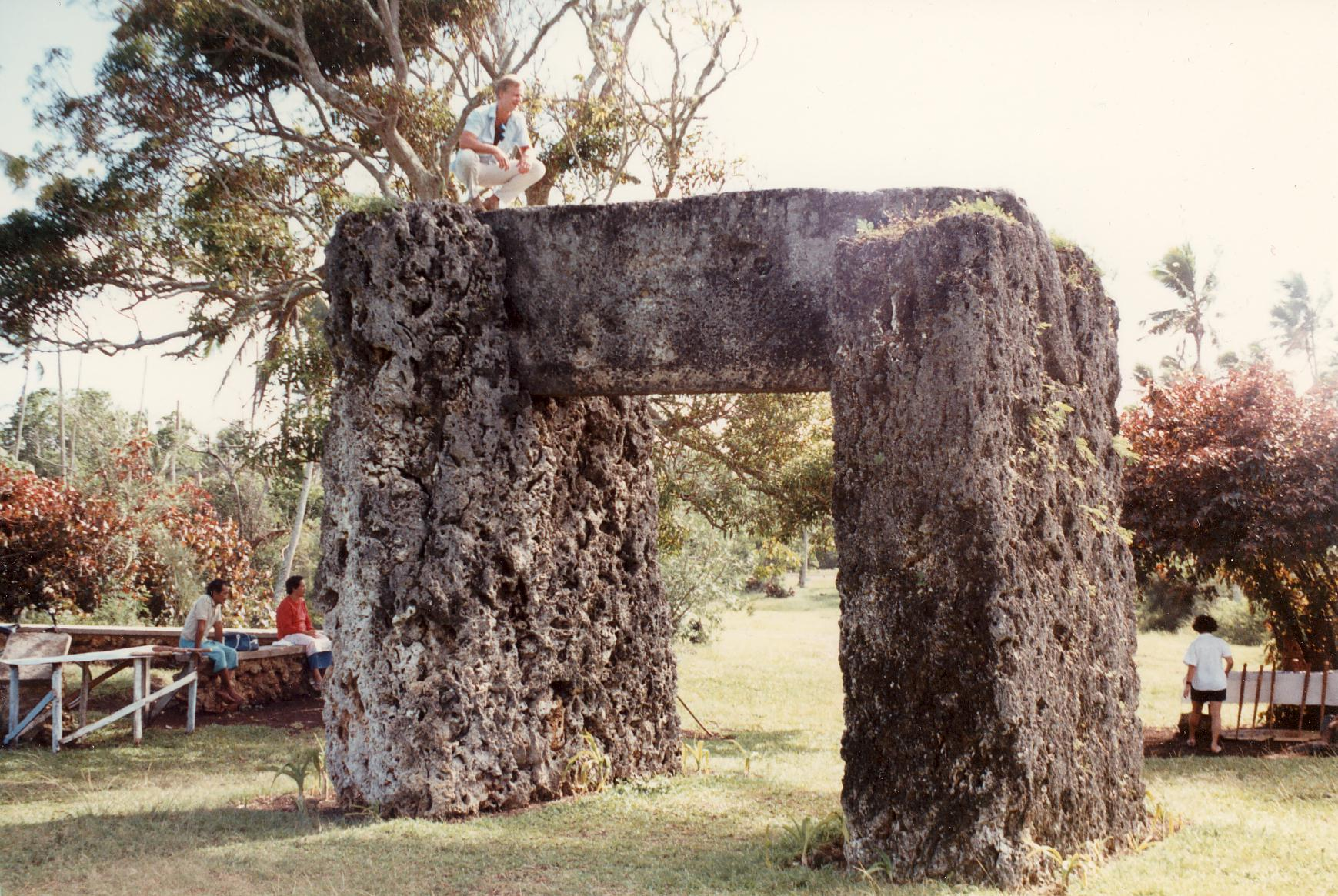
Ha'amonga ‘a Mau'i

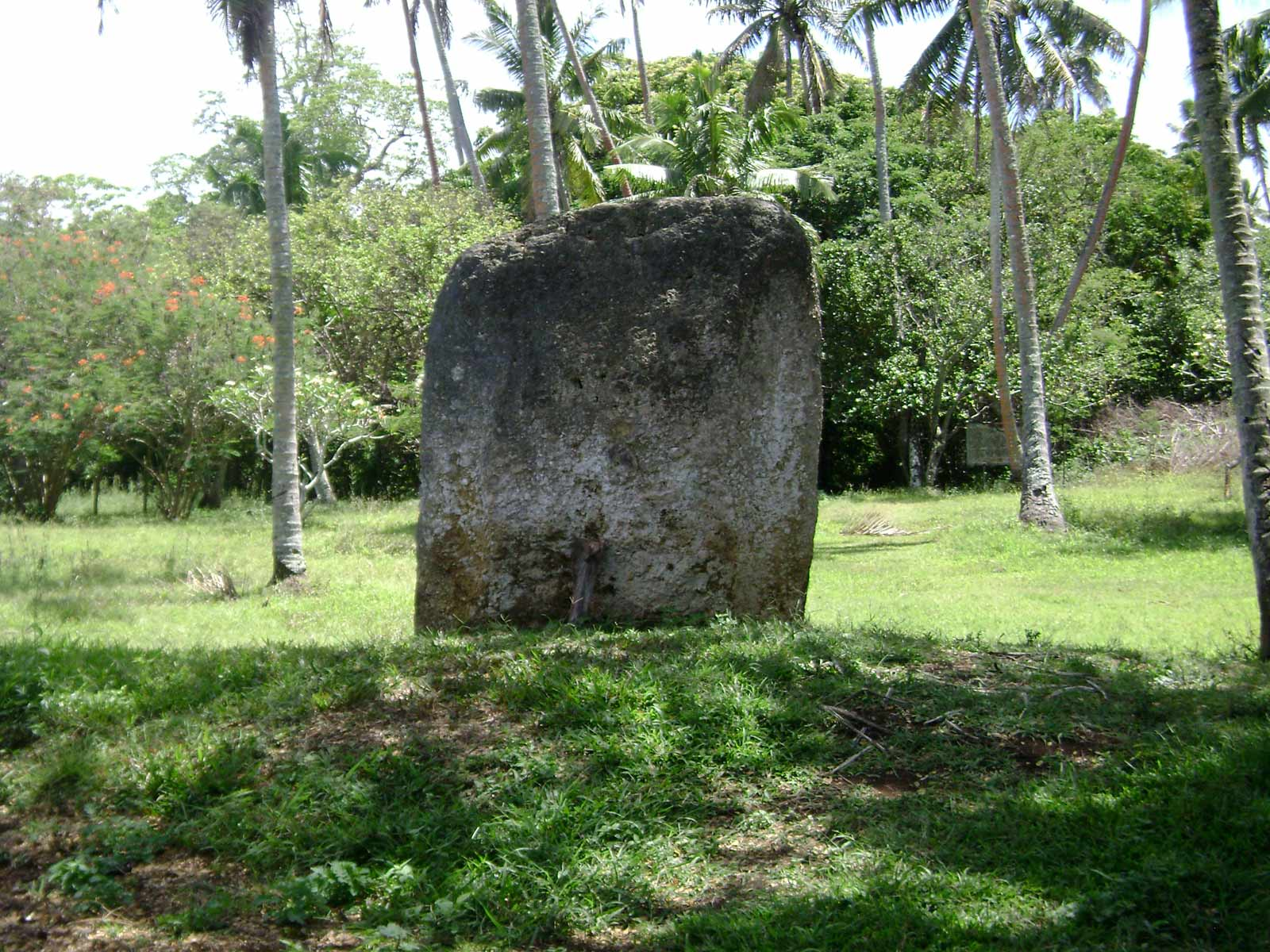
Maka Fa'akinanga

Das historische Gelände Ha'amonga ‘a Mau'i (englisch Ha'amonga ‘a Mau'i Historic Park) ist am Standort der zweiten Hauptstadt (Heketā) des Tu'i Tonga-Königreichs, die im 10. Jahrhundert angelegt wurde, zu finden. Es befindet sich an der Ostspitze der Hauptinsel Tongatapu unweit des Dorfes Niutoua und wurde nach dem polynesischen Gott „Maui“ benannt. Herausragendes Merkmal des Gebietes ist der gleichnamige Trilith. Die einzelnen Steinblöcke sind etwa sechs Meter hoch und wiegen bis zu 20 Tonnen. Dieser Trilith wurde vermutlich um das Jahr 1200 errichtet. Etwa 100 Meter entfernt findet sich der Maka Fa'akinanga, ein Stein, der als Thron des Königs genutzt wurde.(21° 8′ 12″ S, 175° 2′ 53″ W)

## Historische Königsgräber Lapaha

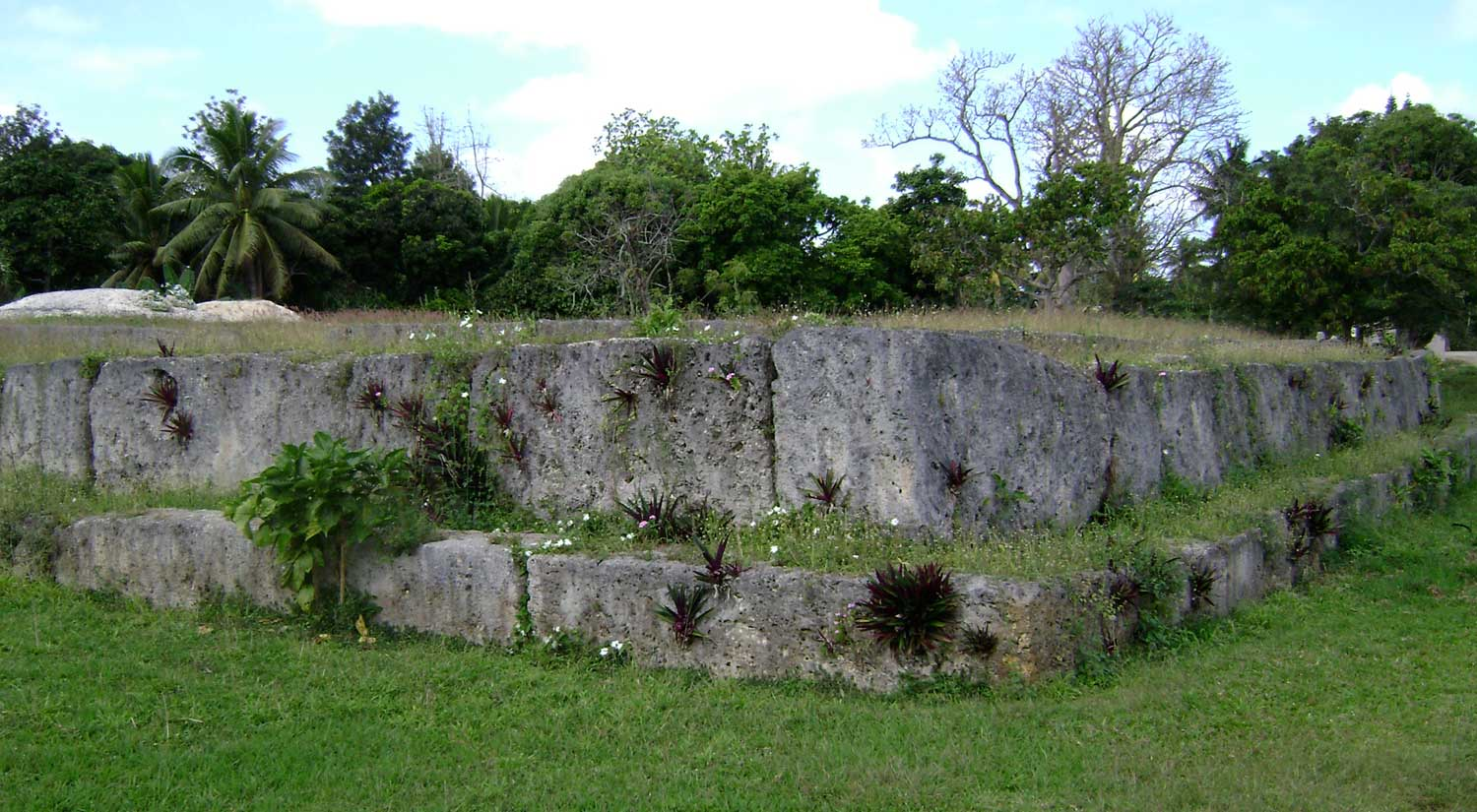
Königsgrab

Die historischen Königsgräber Lapaha (englisch Ancient Royal Tombs of Lapha) befinden sich in Muʻa, 12 Kilometer von der heutigen Hauptstadt Nuku'alofa entfernt. Hier befand sich zwischen dem 13. und 19. Jahrhundert die dritte Hauptstadt des Königreichs. Hier finden sich auf einer Fläche von etwa 400 × 500 Meter etwa 22 königliche Grabstätten.(21° 10′ 45″ S, 175° 7′ 0″ W)